# Psychoanaliza

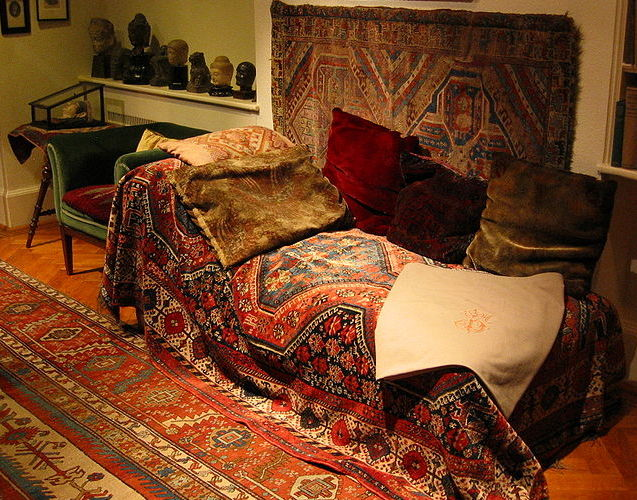
Kanapa Freuda (2004)

Psychoanaliza (od gr. ψυχη = „psyche”, „dusza” i ανάλυσις = „analiza”) – metoda poznania i leczenia człowieka, teoria psychopatologii i teoria pozwalająca wyjaśnić różne zjawiska społeczne i kulturowe. Została zapoczątkowana na przełomie XIX i XX wieku przez wiedeńskiego lekarza Sigmunda Freuda.
Psychoanaliza zainspirowała rozwój innych szkół terapii, a sama współcześnie funkcjonuje jako dziedzina złożona z wielu nurtów myślenia. Ta różnorodność dotyczy założeń na temat źródeł i patomechanizmu rozwoju zaburzeń psychicznych oraz sposobu prowadzenia analizy czy terapii. Wśród tych nurtów najczęściej wymienia się: psychologię ego, podejście oparte na teorii relacji z obiektem, Niezależną Szkołę Brytyjską i Nurt Francuski.

## Historia pojęcia
Sam termin „psychoanaliza” wywodzi się z lat współpracy Freuda z Josefem Breuerem. Ci dwaj wiedeńscy lekarze, próbując leczyć chorych metodą polegającą na odszyfrowywaniu sensu objawów traktowanych jako forma wyrazu nieświadomego życia psychicznego i uświadamianiu ich znaczenia pacjentowi, posługiwali się początkowo określeniem „metoda katartyczna” (od gr. katharsis = „oczyszczenie”) – w nawiązaniu do terminu znanego w teorii i praktyce dramatu greckiego. W liście do Freuda Breuer zaproponował mu, by na podstawie Króla Edypa Sofoklesa – tragedii określonej przez Friedricha Schillera mianem „tragicznej analizy” – nazwać wynalezioną przez nich obu metodę katartyczną „psychoanalizą”, albowiem oni obaj – podobnie jak Edyp zwalczył dręczącą Teby zarazę, tropiąc i wypowiadając prawdę – sprowadzili „histeryczne” objawy swej pacjentki do ich genezy tkwiącej w przeżyciu traumatycznym z wczesnych lat życia (list ten, przechowywany w Archiwum Freuda w Nowym Jorku, do dzisiaj nie został opublikowany w żadnym wydaniu jego korespondencji). Wyniki swych studiów Freud i Breuer opublikowali w 1895 roku w pracy pt. „Studien über Hysterie”.
Freud i Breuer, mimo że zastosowali w medycynie praktycznej teorię o istnieniu nieświadomego życia psychicznego, nie byli jednak właściwymi odkrywcami tej teorii. Samo pojęcie nieświadomości jest znacznie starsze – jego historia sięga do przyrodoznawcy Carla Gustava Carusa, filozofów Johanna Friedricha Herbarta, Arthura Schopenhauera i Friedricha Nietzschego. Spotkać je można również w dziełach Johanna Wolfganga Goethego i Fiodora Dostojewskiego. W formie jeszcze nieostrej pojęcie to pojawia się również w filozofii Eduarda von Hartmanna.
Zygmunt Freud jako pierwszy wprowadził pojęcie nieświadomości do psychologii, wynalazł on także metodę badania przejawów nieświadomego życia psychicznego – metodę swobodnych skojarzeń; wyniki zastosowania tej metody powiązał z modelem trzech instancji psyche, z teorią dynamiki popędowej (zasada rozkoszy) oraz z koncepcjami mającymi służyć wyjaśnieniu patologicznych odchyleń od tego ideału.

## Podstawowe teorie psychoanalityczne
Nie można stwierdzić, że psychoanaliza posiada jakąś jednolitą teorię zaakceptowaną przez wszystkie szkoły psychoanalityczne. Można jednak powiedzieć, że wszystkie szkoły psychoanalizy odnoszą się do zbioru podstawowych teorii opracowanych przez Freuda, czy to na zasadzie negacji, czy to rozwijając je lub przekształcając. Ten rdzeń teorii i pojęć psychoanalizy można zebrać w mniej więcej takim oto kanonie:

### Świadomość, przedświadomość, nieświadomość
Na podstawie doświadczeń, jakie dane mu było poczynić z pacjentami, Freud opracował topograficzny podział psyche ludzkiej, wyodrębniając:
- świadomość: treści świadome mogą dowolnie stanowić przedmiot uwagi, mogą też być dowolnie z niej usuwane;
- przedświadomość: gromadzą się tutaj te treści psychiczne, które nie są momentalnie dostępne świadomości, można je jednak odkryć dzięki poszukiwaniu na zasadzie badania kontekstu i związków łączących inne, znane już świadomości treści, mogą się one też pojawić na zasadzie kojarzenia;
- nieświadomość: zgromadzone są tutaj te treści psychiczne, których nie można sobie uświadomić bezpośrednio, mimo podejmowanych w tym celu prób; aby treści nieświadome mogły znaleźć się w polu uwagi świadomości, indywiduum musi się odwołać do pomocy pewnych metod, znanych na przykład terapii psychoanalitycznej (np. analizy marzeń sennych, badania swobodnych skojarzeń) czy wywodzących się z hipnozy; nieświadomość stanowi system składający się przede wszystkim z treści wypartych.

Jest to tzw. pierwsza topika Freuda.

### „Id”, „Ego”, „Superego”
Te trzy dziedziny życia psychicznego Freud powiązał z modelem trzech funkcji czy instancji, wyodrębniając:
- „Id” – dziedzinę naturalnych popędów i instynktów;
- „Ego” – instancję zwróconą przede wszystkim w kierunku świadomości, odzwierciedlającą treści dane świadomemu postrzeganiu; miejsce zetknięcia id i superego, które nieustannie spierają się między sobą;
- „Superego” – instancję obejmującą ideały i normy moralne; instancja starająca się kontrolować id.

Jest to tzw. druga topika Freuda.

### Dwie zasady procesu psychicznego
Z opisem instancji psychicznych związane są dwie zasady, które rządzą panującymi pomiędzy nimi relacjami:
- zasada przyjemności,
- zasada rzeczywistości.

„Id” jako eksponent życia popędowego kieruje się zasadą rozkoszy, tzn. dąży do ustanowienia sytuacji optymalnego zaspokojenia popędów. Dążeniom tym opiera się „superego”, dążąc do ustanowienia sytuacji, w której w maksymalny sposób urzeczywistnione byłyby jego wymogi moralne. „Ego” próbuje doprowadzić do kompromisu pomiędzy tymi roszczeniami, kierując się zasadą rzeczywistości.

### Teoria popędów
Przez popęd rozumiał Freud przyrodzoną indywiduum ludzkiemu, wewnątrz psychiczną, samoreprodukującą się potrzebę podstawową. Z pojęciem popędu związane są pojęcia: źródła, celu, siły i przedmiotu popędu:
- źródłem popędu seksualnego (libido) są strefy erogenne, tzn. te sfery fizjologiczne, w których powstaje bodziec przeżywany na płaszczyźnie psychicznej;
- siłę stanowi imperatywna jakość popędu przejawiającego się w formie afektu i wyobrażenia;
- celem popędu jest kompleks zachowań stanowiący jego najwidoczniejszą składową;
- i wreszcie przedmiot popędu to czynnik najbardziej zmienny – to przedmiot, który za sprawą swych właściwości nadaje się do tego, by przynieść pożądane zaspokojenie.

Freud wyodrębnił dwa popędy podstawowe: popęd libido (erotyczny, Eros) oraz popęd śmierci (destrukcji, Tanatos).

### Teoria rozwoju indywiduum ludzkiego
Psychoanaliza wychodzi z założenia, że osobowość człowieka rozwija się przez całe życie, przechodząc różne fazy charakteryzując się różnymi punktami ciężkości. Na proces formowania się psyche szczególny wpływ mają jednak fazy wczesnego rozwoju: zaburzenie procesu rozwoju na tym wczesnym etapie może zadecydować o specyficznym charakterze całej osobowości. Freud skupił się na badaniu rozwoju psychoseksualnego człowieka, uznając, iż dziecko już od samych narodzin (a nawet wcześniej) jest istotą seksualną. Seksualność dziecięcą uznał Freud za polimorficzno-perwersyjną – oznacza to, iż dziecko nie ma jeszcze stabilnej tożsamości seksualnej, praktykuje przeto różne formy zdobywania rozkoszy. Freud uznał, że rozwój libido dziecięcego przebiega w trzech fazach:
- fazie oralnej (0-1 rok życia)
- fazie analnej (1-3 rok życia)
- fazie fallicznej (3-6 rok życia).

Proces rozwoju dziecięcej fazy genitalnej osiąga punkt szczytowy w tzw. kompleksie Edypa (w wypadku chłopca) i kompleksie Elektry (w wypadku dziewczynki), polegającym na tym, że dziecko zwraca się z miłością do rodzica przeciwnej płci, rywalizując z rodzicem tej samej płci o jego względy. Upadek (czy wyparcie) wynikającego z tego konfliktu inicjuje fazę utajenia, charakteryzując się wyrzeczeniem się tak ukształtowanej miłości oraz ukształtowaniem stabilnego „nad-ja”, z czym związane jest ustanowienie tabu kazirodztwa. W okresie pokwitania wreszcie owe różne popędy cząstkowe znajdą się pod prymatem genitalności.

### Teoria traumatyczna
Do roku 1897, a zatem w tzw. wczesnej fazie psychoanalizy, Freud był pod wielkim wrażeniem pracy z pacjentkami histerycznymi, dzięki ich obserwacji mógł bowiem badać różnorodną, bogatą symptomatykę, ponadto pacjentki te często opowiadały mu o urazach seksualnych z okresu wczesnego dzieciństwa. W konsekwencji Freud przyznał centralne miejsce traumatyzacji w procesie powstawania schorzeń psychicznych, później jednak zrelatywizował to ujęcie, uznając, że w etiologii nerwic mogą też odgrywać ważną rolę inne czynniki. Teoria ta znana jest jako teoria traumatyczna.

### Teoria narcyzmu
Narcyzm w psychoanalizie - termin wprowadzony przez Sigmunda Freuda. Opisuje zjawisko skierowania energii psychicznej (libido) na własne "ja", które staje się obiektem miłości. Freud wyróżnił narcyzm pierwotny - naturalny etap rozwoju psychicznego w dzieciństwie, oraz wtórny - występujący, gdy libido wycofuje się z obiektów zewnętrznych i ponownie inwestuje w ego, na przykład w stanach psychotycznych. Narcyzm jest uznawany za podstawowy mechanizm w budowaniu tożsamości, wybieraniu obiektów pożądania oraz dynamice relacji z tymi obiektami.

### Nieświadomość a nerwica
Podstawowym zadaniem psychoanalizy jest – uważał Freud – likwidowanie złudzeń panujących w życiu indywiduum ludzkiego oraz uświadamianie tych treści psychicznych, które za sprawą traum czy wychowania zostały wyparte do nieświadomości, stając się zarzewiem konfliktów w obrębie instancji życia psychicznego i wywołując tym samym stan niepogodzenia człowieka z samym sobą – stan rozszczepienia nerwicowego. Freud postulował, by psychoanaliza stała się metodą likwidowania związanego z wyparciem cierpienia neurotycznego oraz nonsensownej destruktywności natręctwa powtarzania. W ten sposób – jak twierdził – człowiek będzie się mógł stać „panem we własnym domu”.

## Psychoanaliza jako metoda leczenia
Metoda leczenia zaburzeń psychicznych oparta na założeniach teorii psychoanalizy zakłada, że podstawową przyczyną powstania objawów nerwicowych jest nieświadome odegranie lub przeżycie starych schematów, z którymi wiążą się silne emocje, powstałe w sytuacji traumatycznej. Świadome „ja”, inaczej obrony psychiczne, nie pozwalają na rozważenie i zaakceptowanie sytuacji początkowej i odpowiednie odreagowanie emocji z nią związanych. W efekcie w takim stanie rzeczy emocje te muszą szukać innej drogi ujścia. Tą drogą często okazują się być objawy neurotyczne.
Zatem celem psychoanalizy jako metody leczenia – w odróżnieniu do terapii, jest przywrócenie do świadomości starych schematów i stłumionych wspomnień. Leczenie prowadzi się poprzez analizę takich tworów psychiki jak czynności pomyłkowe, marzenia senne, objawy nerwicowe, fobie, swobodne skojarzenia, natręctwa myślowe na podstawie przeniesienia i przeciwprzeniesienia jakie mogą się wytworzyć w trakcie stosunku analitycznego. Odpowiednio i etycznie prowadzona analiza może doprowadzić, ale nie zawsze, do uświadomienia sobie i do zrozumienia, kiedyś aktywnej sytuacji pochowanej w nieświadomym wspomnieniu, i niekiedy do usunięcia źródła nerwicy. Metodę i cel psychoanalizy dobrze ilustruje wypowiedź Freuda: „Wo Es war soll Ich werden” – „Gdzie było to, tam mam być ja” (Freud, Wykłady z wprowadzenia do psychoanalizy. Nowy cykl).
Zgodnie z zasadami klasycznej psychoanalizy, każdy kandydat na analizę przechodzi szacowanie czy może się nadawać do tego procesu, który wymaga minimum inteligencji w odróżnieniu do wykształcenia. Sesje leczenia odbywają się do pięciu razy w tygodniu i każde spotkanie trwa 50 min. Pacjent leży, natomiast analityk siedzi za głową pacjenta. Psychoanaliza jest leczeniem długoterminowym. Może trwać od paru do kilkunastu lat, w zależności od mocy obron psychicznych i zaangażowania się i możliwości (m.in. finansowych) pacjenta .

## Psychoanaliza a psychologia
Psychoanaliza to tzw. „psychologia głębi” (niem. die Tiefenpsychologie), ponieważ zakłada istnienie obszarów psychiki, które nie są dostępne świadomości. Od klasycznej psychologii różni się założeniem istnienia sfery psychiki zwanej nieświadomością charakteryzującej się tym, że procesy tam przebiegające nie są dostępne świadomej refleksji danej osoby. W nieświadomości zgromadzone są bodźce popędowe, których realizacja jest w konflikcie z normami moralnymi danej osoby. Popędy te, mimo że odebrano im bezpośrednią możliwość realizacji, są jednak ciągle aktywne i próbują ujawnić się poprzez tworzenie pewnych tworów zastępczych takich jak czynności pomyłkowe, marzenia senne, objawy nerwicowe itd. Formacje te są pewnego rodzaju kompromisem pomiędzy wymaganiami moralnymi i nieświadomymi popędami.
Psychoanalizę można uznać za kierunek we współczesnej psychologii. Psychoanaliza, jakkolwiek nie jest systemem filozoficznym w pełnym sensie tego słowa, ociera się często w swych teoriach i rozważaniach o zagadnienia filozoficzne, szczególnie z zakresu teorii poznania.

## Pionierzy i przedstawiciele psychoanalizy
Psychoanaliza w trakcie swej już ponad stuletniej historii rozwijała się, przechodząc proces podziałów i zróżnicowań, w wyniku których powstało wiele szkół psychoanalizy. Procesy te przybierały niekiedy nader gwałtowne formy, a ich dzieje są bardzo burzliwe – w wyniku tego niejednokrotnie dochodziło do powstawania sytuacji, w której przedstawiciele jednej szkoły wykluczali – nawet bardzo wybitnych – przedstawicieli drugiej z międzynarodowych organizacji psychoanalitycznych, odmawiali im prawa do posługiwania się tytułem psychoanalityka itp. Można jednak uznać, że do kręgu najwybitniejszych psychoanalityków wolno zaliczyć tych wszystkich, którzy sami się za takowych (zawsze lub w jakimś okresie swego życia) uważali.
- Do najważniejszych przedstawicieli psychoanalityków pierwszego pokolenia należą (poza Freudem): Karl Abraham, Alfred Adler, Siegfried Bernfeld, Helene Deutsch, Paul Federn, Johannes Marcinowski, Otto Fenichel, Sándor Ferenczi, Ernest Jones, Carl Gustav Jung, Sándor Radó, Otto Rank, Theodor Reik i Wilhelm Reich.

- Do przedstawicieli psychoanalitycznej psychologii „ja” należą: Heinz Hartmann, Anna Freud i Erik H. Erikson.

- René A. Spitz i Margaret Mahler powołali do życia zorientowany psychoanalitycznie kierunek doświadczalnych badań okresu niemowlęcego i wieku wczesnodziecięcego.

- John Bowlby stworzył znajdującą zastosowanie także poza psychoanaliza teorię przywarcia i utraty.

- Przedstawicielami teorii odniesienia do obiektu są Melanie Klein, Donald Winnicott, Michael Balint, Harold Searles, W.R.D. Fairbairn, Wilfred Bion i (polskiego pochodzenia) Hanna Segal.

- Psychologię jaźni (ang. self) stworzył Heinz Kohut, Christopher Bollas

- Najważniejsi przedstawiciele psychoanalizy we Francji to: Marie Bonaparte, Jacques Lacan, André Green, Jean Laplanche i Steve Abadie-Rosier.

- Przedstawiciele neopsychoanalizy to: Karen Horney, Harry Stack Sullivan i Erich Fromm.

- Przedstawicielami neuropsychoanalizy są: Mark Solms, Allen Schore i Daniel Siegel.

- Przedstawicielami psychoanalizy dziecięcej (ang. Child analysis) to: Melanie Klein, Anna Freud, Donald Winnicott, Michael Fordham

- Znani psychoanalitycy współcześni: Otto Kernberg, Thomas Ogden, Peter Fonagy, Daniel Stern.

- W Polsce pionierami psychoanalizy byli: Ludwik Jekels, Maurycy Bornsztajn i Gustaw Bychowski, a po II wojnie światowej Jan Malewski, Michał Łapiński i Zbigniew Sokolik.

## Krytyka
Krytycy psychoanalizy jako teorii naukowej twierdzą, że nie da się jej zweryfikować doświadczalnie, więc nie można jej zaliczyć do nauki, a jedynie do literatury, pseudonauki lub paranauki. Ponadto wielu autorów uważa, że Freud w wielu miejscach fałszował swoje obserwacje, aby potwierdzały teorię, a w niektórych miejscach ocierał się o numerologię (np. przy interpretacji marzeń sennych).
Karl Popper zaczerpnął przykład psychoanalizy jako teorii niefalsyfikowalnej, a więc nienaukowej. Niefalsyfikowalność psychoanalizy można przedstawić na następującym przykładzie. Pewna osoba pali cygaro. Psychoanaliza twierdzi, że w ten sposób osoba zaspokaja swoje potrzeby oralne. Jeżeli osoba ta potwierdzi, będzie to stanowiło dowód na prawdziwość twierdzeń psychoanalizy. Jeżeli natomiast zaprzeczy, to przyczyn tegoż zaprzeczenia należy szukać w nieświadomości i w wyparciu. Zatem to także potwierdza prawdziwość twierdzeń psychoanalizy.
Pytanie o naukowość psychoanalizy trzeba zadać w kontekście pytania o naukowość całej psychologii. Psychologia bowiem, zdaniem niektórych autorów, musi badać także tzw. „głębsze warstwy umysłu” oraz wszystkie aspekty osobowości człowieka, które wpływają na jego zachowanie i sposób postrzegania świata. Stawianie hipotez oraz wskazywanie popierających je argumentów jest w nauce rzeczą normalną i oczywistą. W innych podejściach np. w psychologii behawioralnej, hipotezy formułowane są w sposób falsyfikowalny. Linia demarkacji pomiędzy nauką a pseudonauką przebiega więc wewnątrz samej psychologii. Chociaż wielu filozofów nauki, tak jak Popper całkowicie odrzuca wszelkie niemożliwe do sprawdzenia (niefalsyfikowalne) teorie około naukowe, należy wziąć pod uwagę fakt, że niefalsyfikowalność nie oznacza fałszywości lecz nienaukowość. Są to jednak takie elementy, będące raczej filozoficzną interpretacją, których formuła sprawia, że nie mogą zostać uznane za naukę – nie oznacza to jednak, że powinny być automatycznie odrzucone. Oderwane od empirii koncepcje zgodnie z podejściem Rudolfa Carnapa powinny być traktowane nie jak nauka lecz jako wyraz prywatnej emocjonalności tak jak literatura lub muzyka.
Jakkolwiek niektóre koncepcje psychoanalizy przetrwały i zostały potwierdzone to wiele fundamentalnych koncepcji psychoanalizy zostało obalonych (np. nie jest prawdą, że wszystkie popędy sprowadzają się do libido). Mimo to istnieją psychoanalitycy, którzy wciąż się upierają przy ich głoszeniu. Istnieje jednak wiele współczesnych nurtów w psychoanalizie, które biorą pod uwagę krytykę pierwotnych idei Freuda. Wiele szkół psychoanalizy definiuje się też nie jako nauka, lecz raczej rodzaj sztuki terapeutycznej, nie uzurpującej sobie miana nauki. Wpływ teorii Freuda na kulturę popularną i obecny w niej obraz psychologii jest prawdopodobnie większy niż na naukę.
Jednakże – według niektórych zwolenników – freudowska koncepcja nieświadomości, niedoceniana przez ponad sto lat, jest "koniem trojańskim", rozsadzającym kartezjański system naukowy od wewnątrz.